# رودی دوچکه
آلفرد ویلی رودی دوچکه (۷مارس ۱۹۴۰-۲۴ دسامبر ۱۹۷۹) مهمترین خطیب و از رهبران جنبش دانشجویی آلمان در دهه ۶۰ میلادی بود.
دوچکه طرفدار پیشروی طولانی مدت در نهادهای قدرت، برای ایجاد تغییرات رادیکال در دولت و جامعه از طریق تبدیل به بخش جدایی ناپذیر تشکیلات بود. این ایده وی ملهم از برداشت‌های وی از تفسیر آثار آنتونیو گرامشی و مکتب فرانکفورت و مارکسیسم فرهنگی بود. دوچکه در دهه ۱۹۷۰ میلادی با این ایده به تشکیلات در حال شکلگیری جنبش سبز پیوست.

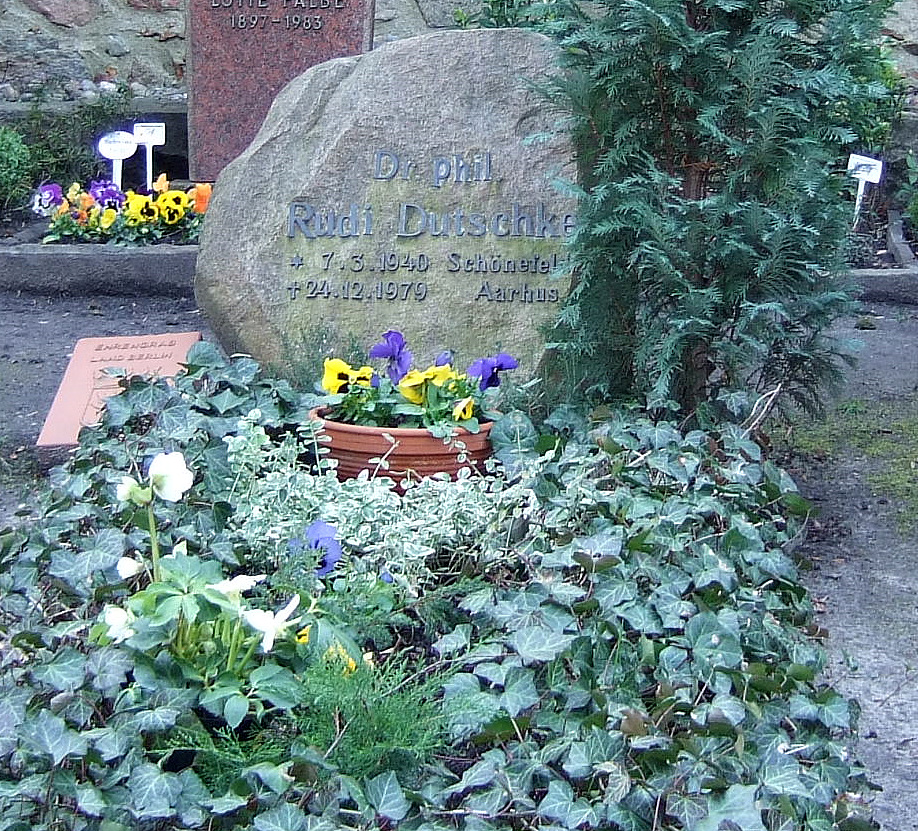

دوچکه در سال ۱۹۶۸ از یک سوءقصد که به وسیله یوزف باکمان ترتیب داده شده بود جان سالم به در برد، اما در ۱۲ سال باقی‌مانده عمرش با مشکلات جسمی فراوانی مواجه شد که در نهایت به مرگ او انجامید. دانشجویان رادیکال این سوءقصد را به عنوان یک کمپین ضد دانشجویی از جانب امپراتوری نشریات انتشارات آکسل اشپرینگر محکوم کردند. این اقدام سبب تلاش برای تحریم کردن توزیع روزنامه اشپرینگر در سراسر آلمان شد که به درگیری گسترده خیابانی در چند شهر آلمان انجامید.